# Marcelino Calero y Portocarrero
Marcelino Calero y Portocarrero (Badajoz, 16 de enero de 1778-Madrid, 1838) fue un político liberal, periodista, editor y empresario español de la primera mitad del siglo XIX.
Fue oficial contador de la Fábrica de Tabacos de La Coruña, y se relacionó estrechamente con el club liberal (Club de la Esperanza) formado en torno a la tertulia del Café de la Esperanza de esa ciudad, perteneciendo, como muchos miembros de este club de liberales sito en el citado Café de la Esperanza de la calle Real de La Coruña a la logia masónica con sede, muy probablemente en la sala reservada de dicho café ubicada en el entresuelo de esta cafetería al gusto italiano (la típica bottega del caffè tan de moda en Europa desde finales del siglo XVIII) denominada Logia Constitucional de la Reunión Española donde con él se reunían liberales de talla nacional como Luis Lacy, Valentín de Foronda, Pedro de Llano, el conocido impresor Sebastián Iguereta, etc. Una vez Fernando VII dio su autogolpe de Estado absolutista en 1814, Marcelino Calero-Villalón y Portocarrero tuvo que exiliarse en Burdeos, en "la casa del señor Beaume, impresor librero, en la avenida de Courny", según reza la posdata de la carta que esta logia le envió a su obediencia masónica francesa el 2 de agosto de 1814 y que se conserva en el fondo Manunscrits de la Biblioteca Nacional de París, siendo entonces el enlace como correo secreto entre esta clandestina y perseguida logia revolucionaria y el parisino Gran Oriente de Francia como ha descubierto el Prof. Valín Fernández (Valín Fernández, A. Masonería y conspiración liberal en España. Oviedo, Editorial Masónica, 2024 y del mismo autor: Galicia y la masonería en el siglo XIX. Ribadeo (Lugo), EOditorial Publicaciones, 2024). Durante la Guerra de Independencia Española fue redactor de varios periódicos: el célebre tabloide coruñés El Ciudadano por la Constitución entre 1812 y 1814, y Ciudadano de la Nación junto con Antonio de la Peña.
Por su condición de liberal exaltado, volvió a tener que exiliarse, esta vez en Inglaterra, en Londres tras el Trienio Liberal (1823). Allí se estableció como editor, abriendo la Imprenta Española, que funcionó como uno de los vehículos de expresión de los emigrados españoles, hasta 1834. Una de las obras que allí se editaron fue el Diccionario de Hacienda de José Canga Argüelles (1826-1827), que volvió a reeditar el propio Calero en Madrid en 1833, en su propio establecimiento (Imprenta de D. Marcelino Calero y Portocarrero).
En Londres, Sevilla y Madrid, siempre en imprentas de su propiedad, publicó entre 1829 y 1833 el Semanario de Agricultura y Artes, con el mismo título de una revista desaparecida (publicada entre 1797 y 1808).
En Madrid, en 1836, editó El Ciudadano (revista que llevaba el subtítulo de Apuntes para la historia, y revista semanal política, económica y literaria).
Incluso antes de su vuelta definitiva a España, se asoció con el empresario gaditano José Díez Imbrechts en el proyecto de construcción de un ferrocarril que facilitara la exportación de vinos de Jerez por el Guadalete, que hubiera sido el primero de España y uno de los primeros del mundo (1829). La empresa fracasó al no encontrar suficientes inversores. Imbrechts traspasó la concesión al propio Calero, que volvió a intentar el proyecto, rediseñando el trazado (hasta Puerto de Santa María y Rota) y rebautizándolo como Camino de Hierro de la Reina María Cristina, que fue autorizado al año siguiente (1830), pero volvió a fracasar.
Encausado judicialmente en 1834, su defensa a cargo del abogado Ruperto Raya fue considerada un modelo de elocuencia forense.

## Obras
- Catecismo de geografía universal, o Introducción al conocimiento del mundo y de sus habitantes, Madrid, 1836.
- Memoria sobre los perjuicios que causan en España los derechos de puertas y aduanas interiores, y el estanco del tabaco y de la sal ; con un nuevo sistema de única contribución (enlace roto disponible en Internet Archive; véase el historial, la primera versión y la última)., 1836.